# Station Lesko Łukawica
Station Lesko Łukawica is een spoorwegstation in de Poolse plaats Łukawica.